# Шајдег
Шајдег (њем. Scheidegg) град је у њемачкој савезној држави Баварска. Једно је од 19 општинских средишта округа Линдау (Бодензе). Према процјени из 2010. у граду је живјело 4.258 становника. Посједује регионалну шифру (AGS) 9776125.

## Географски и демографски подаци
Шајдег се налази у савезној држави Баварска у округу Линдау (Бодензе). Град се налази на надморској висини од 800–1000 метара. Површина општине износи 27,4 km². У самом граду је, према процјени из 2010. године, живјело 4.258 становника. Просјечна густина становништва износи 155 становника/km².

## Међународна сарадња
| Мјесто | Држава    | Врста сарадње | Од    |
| ------ | --------- | ------------- | ----- |
|        | Француска | партнерство   | 1992. |
| Извор  |           |               |       |